# Leszler Antal
Leszler Antal, teljes nevén Leszler Antal József György (Szombathely, 1903. augusztus 29. – Budapest, Józsefváros, 1966. január 9.) bel- és ideggyógyász, radiológus, egyetemi docens, az orvostudományok kandidátusa (1955).

## Élete
Leszler Antal (1858–1908) asztalosmester és Kurtz Gizella (1882–1954) fiaként született. Ötéves korában elvesztette édesapját. 
1909-ben a Szombathelyi Püspöki Római Katolikus Elemi Fiúiskolában kezdte tanulmányait, majd 1914-től 1921-ig a Szombathelyi Római Katolikus Főgimnáziumban tanult. A budapesti Pázmány Péter Tudományegyetemen 1927. október 1-jén avatták orvosdoktorrá. 1930-ban jogosulttá vált a belbetegségek szakorvosa, 1935-ben az idegbetegségek szakorvosa cím használatára.
1927 és 1932 között az I. sz. Belklinika díjtalan gyakornoka, 1932 és 1934 között díjas gyakornoka, 1934 és 1937 között fizetéstelen tanársegéde volt röntgenlaboratóriumi beosztásban. 1937. szeptember 1-jén a II. sz. Belklinika fizetéstelen tanársegéde, a röntgenlaboratórium önálló vezetője lett. 1942-ben a Pázmány Péter Tudományegyetem Orvostudományi Karán a belgyógyászati röntgendiagnosztika című tárgykörből magántanárrá habilitálták. 1944. január 1-jétől a II. sz. Belklinikán fizetéses tanársegéddé választották. 1952-ben docensi kinevezést kapott. 1955. február 22-én védte meg a Röntgenológiai megfigyelések sclerodermiában című kandidátusi értekezését. 
1945 óta tagja volt a Magyar Orvosok, illetve az Orvos-Egészségügyi Szakszervezetnek. 
Halálát agyvérzés okozta.
A budapesti Farkasréti temetőben helyezték nyugalomra.

### Családja
Felesége Frenreisz Zsófia Lujza (Budapest, 1909. máj. 17. – Budapest, 2002. okt. 20.) volt, Frenreisz Ferenc főorvos, népfölkelő honvéd ezredorvos és Virava Lujza lánya, akivel 1936. szeptember 21-én Budapesten, a Ferencvárosban kötött polgári házasságot. Két nappal később a Bakáts téri templomban tartották az egyházi szertartást. Két gyermekük született: dr. Leszler Antal és dr. Leszler Zsófia fül-orr-gégész.

## Művei
- Adatok a Basedow-kór és hyperthyreosis diagnostikájához. Fernbach Józseffel. (Orvosi Hetilap, 1928, 51.)
- Cholecystographia alatt történt vércukorváltozások normális és kóros májműködéseseteiben. (Orvosi Hetilap, 1929, 17.)
- Milyen a lúgos és savanyú táplálék befolyása az átoltható egérrák növekedésére? Marton Istvánnal, Magassy Gáborral. (Magyar Orvosi Archívum, 1930)
- Spondylitis tuberculosa okozta hidegtályog áttörése a tüdőbe. (Orvosi Hetilap, 1931, 14.)
- A granulocyták jelentősége az antianyagképzésben. Boros Józseffel. (Orvosi Hetilap, 1931, 21.)
- Vizsgálatok a reticuloendothelialis rendszer szerepéről a fibrinogenképzésben. Pauliczky Lászlóval. (Magyar Orvosi Archívum, 1933)
- A pajzsmirigy lueses megbetegedése kapcsán támadt hyperthyreosis. (Orvosi Hetilap, 1933, 38.)
- Az alkat szerepe a cukorbetegek tolerantiájának változásában. (Orvosi Hetilap, 1934, 40.)
- Diverticulum a cardia hátsó falán. (Magyar Röntgen Közlöny, 1940)
- A vérképzőszervek betegségeinek röntgensugaras kezelése. (Orvosképzés, 1941, 3.)
- A tüdőatelectasisa röntgendiagnosztikája. (Orvosi Hetilap, 1942, 42.)
- A megaduodenum. (Orvosi Hetilap, 1943, 39.)
- A tüdőrák, különös tekintettel röntgeneológiai vonatkozásaira. (Orvosképzés, 1944, 2.)
- A leukaemia kórjóslatának kérdései klinikai megfigyelések és röntgen-therapiás tapasztalatok alapján. (Orvosok Lapja, 1948, 30.)
- A mellkasi szervek rosszindulatú daganatai. (Orvosi Hetilap, 1949, 7.)
- A keringési elégtelenség röntgentüneteinek értéke. (Orvosi Hetilap, 1949, 11.)
- Röntgendiagnosztikai tanulmány a corbovinumról. (Orvosi Hetilap, 1953, 33.)
- A mitralis configuratio kérdése mitralis billentyűbántalom nélkül. (Orvosi Hetilap, 1958, 50.)
- A pulmonalis hypertonia röntgentüneteiről és azok értékéről. (Orvosi Hetilap, 1960, 4.)
- A pulmonalis aneurysma, különös tekintettel röntgenológiai vonatkozásaira. (Orvosi Hetilap, 1961, 3.)
- A tüdőgümőkór röntgenképe és elkülönítő kórisméje (Budapest, 1965)